# Le Contrat (téléfilm)
Pour les articles homonymes, voir Le Contrat.
Pour plus de détails, voir Fiche technique et Distribution.
Le Contrat (en polonais : Kontrakt) est un téléfilm polonais réalisé par Krzysztof Zanussi, sorti en 1980.

## Fiche technique
- Titre : Le Contrat
- Titre original : Kontrakt
- Réalisation : Krzysztof Zanussi
- Scénario : Krzysztof Zanussi
- Direction artistique : Tadeusz Wybult
- Musique : Wojciech Kilar
- Photographie : Sławomir Idziak
- Montage : Urszula Sliwinska
- Costumes : Anna B. Sheppard
- Son : Wieslawa Dembinska
- Garde-robe : Nina Ricci
- Sociétés de production : P.P. Film Polski, PRF "Zespol Filmowy" et Polish Corporation for Film Production
- Distribution :  États-Unis : New Yorker Films (distribué au cinéma en V.O.S.T.)
- Pays :  Pologne
- Genre : Drame
- Durée :
- Budget :
- Format : 35 mm
- Date de sortie : 
  -  États-Unis : octobre 1980 (Festival international du film de Chicago)
  -  Pologne : 17 novembre 1980
  -  États-Unis : 3 mars 1982 (sortie limitée)

## Distribution
- Maja Komorowska : Dorota, la femme d'Adam
- Tadeusz Łomnicki : Adam Ostoja-Okedzki
- Magda Jaroszowna : Lilka Bartoszuk
- Krzysztof Kolberger : Piotr Ostoja-Okedzki
- Nina Andrycz : Olga Aleksandrowa
- Zofia Mrozowska : Maria
- Beata Tyszkiewicz : Nina
- Janusz Gajos : Boleslaw Bartoszuk
- Edward Linde-Lubaszenko : Zygmunt
- Ignacy Machowski : l'ami d'Adam
- Christine Paul-Podlasky : Patrycja
- Peter Bonke : Sven
- Leslie Caron : Penelope
- Irena Byrska : Nanny
- Jolanta Kozak-Sutowicz : Weronika
- Maciej Robakiewicz : le petit ami de Patrycja
- Jerzy Swiech : prêtre
- Bożena Dykiel : Ewa